# Fregatte

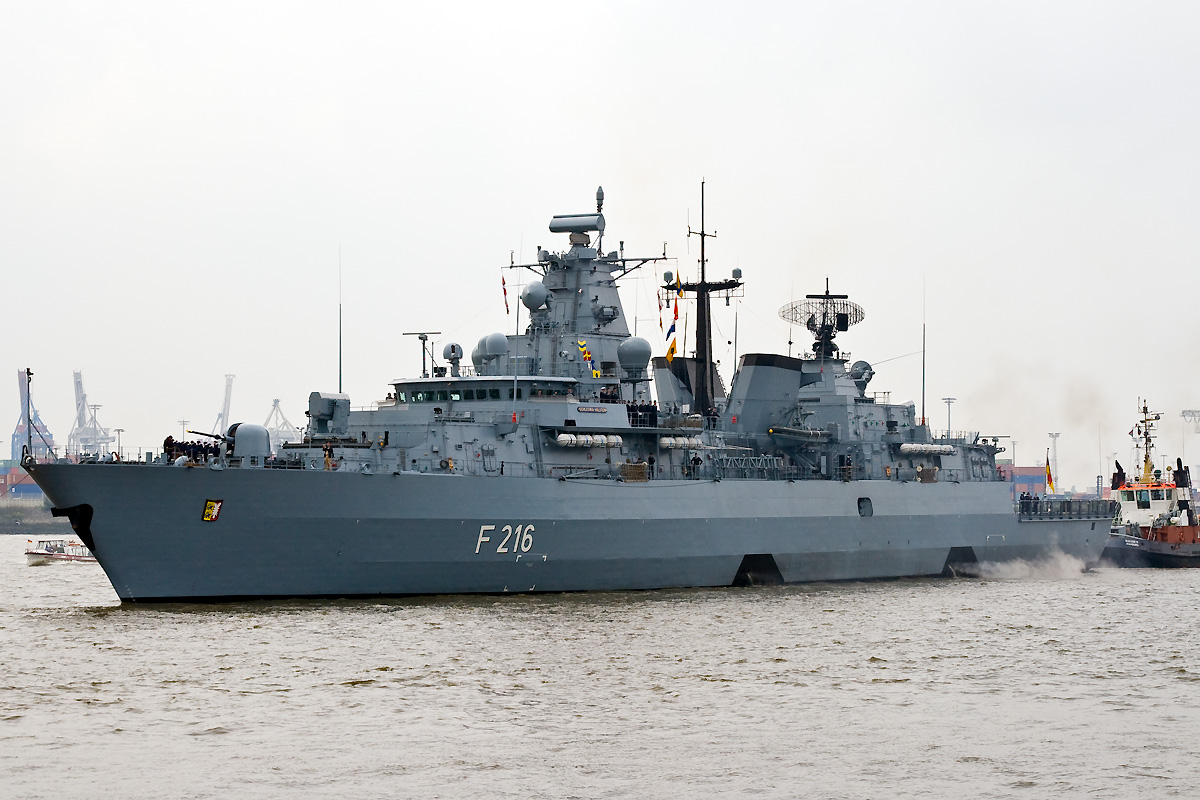
Fregatte Schleswig-Holstein

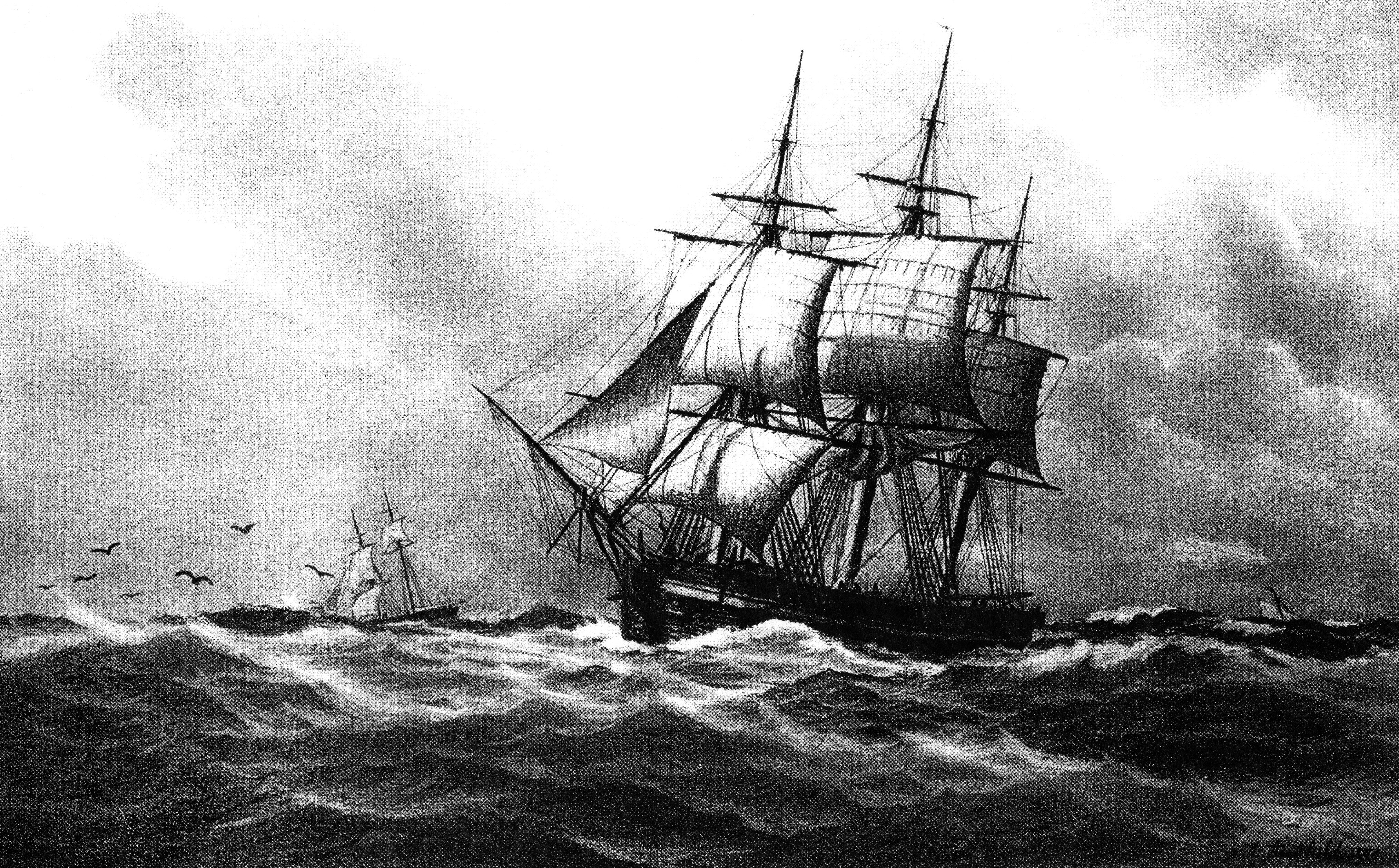
Handelsfregatte 1820. Gemälde von Lüder Arenhold nach englischen Zeichnungen 1891

Fregatten sind nach heutigem Verständnis die kleinsten Kriegsschiffe, die noch selbstständige Operationen durchführen können. Vor allem dienen Fregatten dazu, mit ihrer oft spezialisierten Kampfkraft anderen Kriegsschiffen ergänzend beizustehen. Beispielsweise können einzelne Fregatten für Unterwasser-Jagd, Flugabwehr oder Bekämpfung von Überwasserfahrzeugen ausgerüstet sein. In Zerstörern und größeren Schiffen sind alle drei Komponenten vereinigt.
In der Vergangenheit hatte der Begriff „Fregatte“ verschiedene Bedeutungen. Im deutschen Sprachraum wurden etwa im 18. und 19. Jahrhundert Schiffe mit einer Vollschiffs-Takelung als Fregatten oder Fregattschiff bezeichnet. Im Mittelmeerraum nannte man einen Typ kleiner Segelfahrzeuge, die auch gerudert werden konnten, ebenfalls Fregatte; entwicklungsgeschichtlich ist jedoch zwischen diesen und den späteren Kriegsschiffen kein Zusammenhang nachweisbar. Dieser Artikel beschäftigt sich nachfolgend nur mit der Fregatte als Kriegsschiff.

## Etymologie
Das Wort „Fregatte“ leitet sich vom italienischen fregata her, das erstmals in Boccaccios Decamerone (um 1350) bezeugt ist. Die weitere Etymologie ist ungeklärt. Im Laufe der Jahrhunderte bezeichnete es viele verschiedene Boots- und Schiffstypen; als Bezeichnung für kleine, schnelle Kriegsschiffe erscheint der Begriff etwa seit Ende des 16. Jahrhunderts im nördlichen Europa.

## Geschichte

### Fregatten in der Zeit der Segelschiffe
Das Kennzeichen dieser Schiffe war zunächst das Fehlen der hohen Aufbauten an Bug und Heck, die die See-Eigenschaften bei anderen Schiffstypen beeinträchtigten. Ansonsten bildeten sie noch keinen einheitlichen Schiffstypus. Ein frühes Beispiel ist die unter Heinrich VIII. in England für die Royal Navy gebaute Tygar, von der eine Zeichnung in der Anthony Roll überliefert ist. Das Schiff trug seine Geschütze auf einem durchlaufenden Deck und wies weder Vorder- noch Achterkastelle auf. Der Entwurf eines ähnlichen Schiffs ist in den „Fragments of Ancient English Shipwrightry“ des englischen Schiffbauers Mathew Baker enthalten. Da jedoch im Nahkampf niedrige Schiffe leichter zu entern waren, kehrte man zu Ungunsten der Segeleigenschaften in gewissem Rahmen zu Vorder- und Achterkastellen zurück.
Bis in die Mitte des 18. Jahrhunderts wurde eine Vielzahl verschieden ausgelegter Kriegsschiffe als Fregatte bezeichnet, sowohl Schiffe mit nur einem bewaffneten Deck als auch solche mit zweien. Andererseits wurden Schiffe, die man heute zu den Fregatten bzw. deren Vorläufern zählt, mit anderen Namen bedacht, in den Niederlanden etwa mit Pinas. Als erste „echte“ englische Fregatte wird häufig die unter Oliver Cromwell in Dienst gestellte Constant Warwick bezeichnet, ein 1646 als Freibeuter gebautes Schiff mit 30 Kanonen, das sich durch eine für damalige Verhältnisse ungewöhnliche Länge des Kiels im Verhältnis zur Breite des Rumpfs auszeichnete. Obwohl die Constant Warwick und die ähnliche Adventure schon Vorläufer des späteren Schiffstyps waren, wurde der Begriff „Fregatte“ keineswegs nur für solche Schiffe verwendet, sondern allgemein für Kriegsschiffe mit einer außergewöhnlich hohen Geschwindigkeit, weswegen man auch das 80-Kanonen-Linienschiff Naseby (ab 1660: Royal Charles) mit diesem aus heutiger Sicht kaum passenden Namen bedachte.

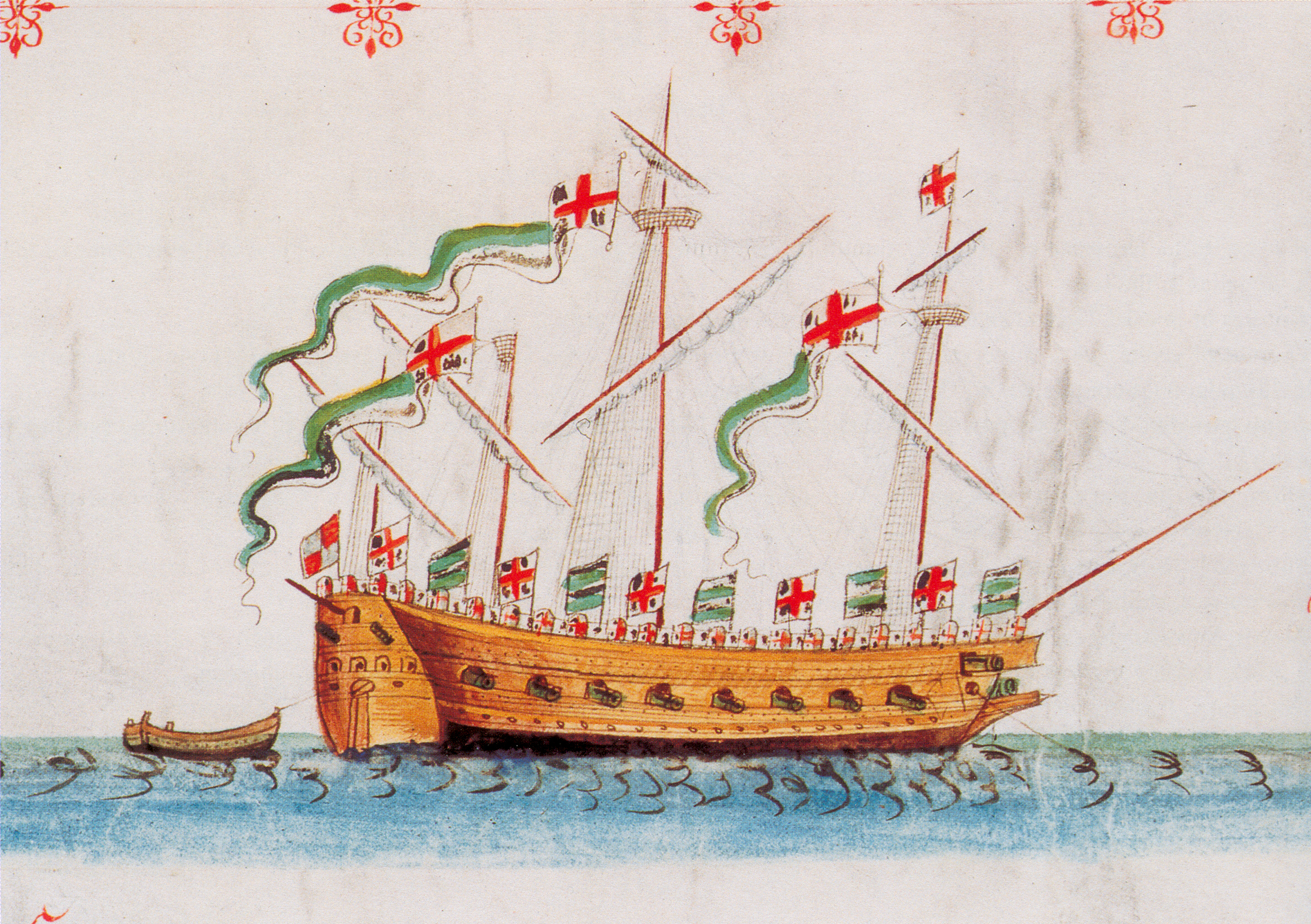
Die englische Tygar in der Anthony Roll

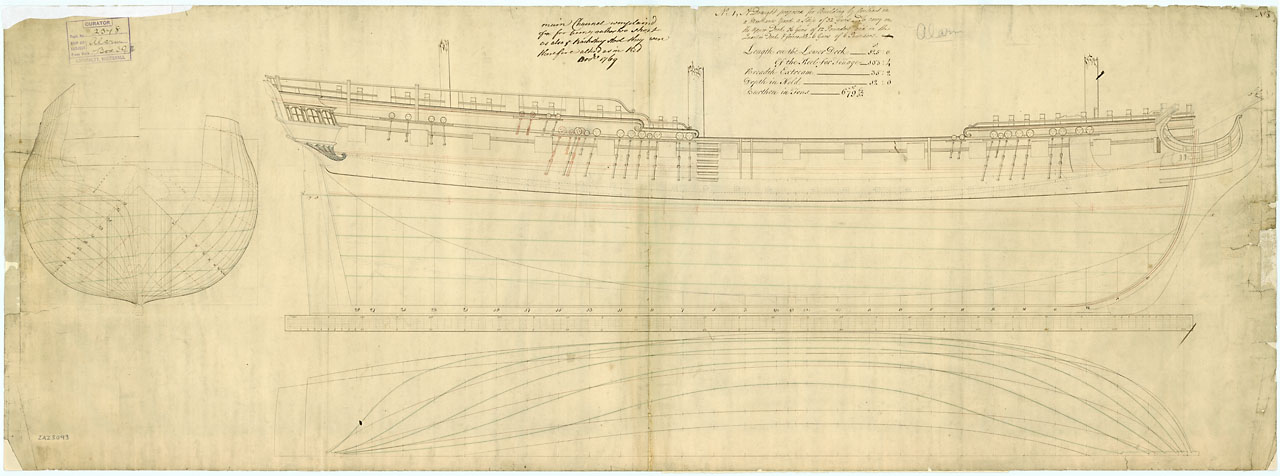
In dieser technischen Zeichnung der Niger sind rot die beiden Decks eingezeichnet. Die Geschütze sind hier schon auf dem Oberdeck und das Unterdeck befindet sich auf gleicher Höhe wie die Wasserlinie.

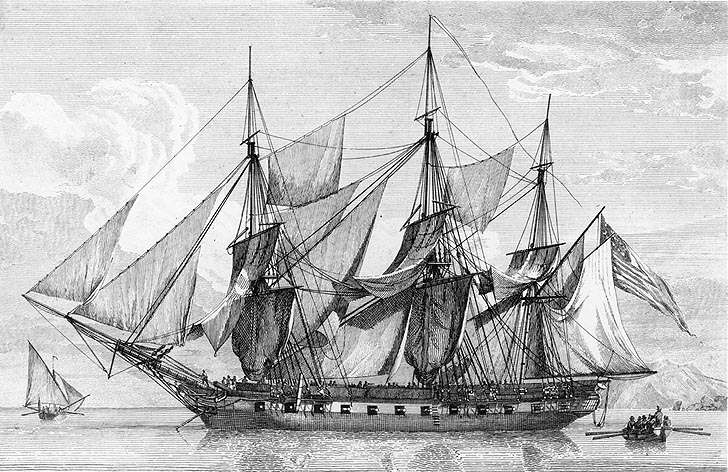
Fregatte USS Boston

Erst in den 1740er Jahren entstand (siehe Amphitrite- und Lyme-Klasse), nachdem es mit der schwedischen Vita Ørn von 1715 schon einen wenig beachteten Vorläufer gegeben hatte, der klassische Segelfregatten-Typ. Konstruktiv waren dies Zweidecker (zwei durchgängig von vorn bis achtern durchlaufende Decks). Im Gegensatz zu früheren Fregatten war das untere Deck unbewaffnet, lag dicht über oder gar unter der Wasserlinie und hatte keine Stückpforten. Üblicherweise wurden bei Kriegsschiffen nur die bewaffneten Decks gezählt – obwohl die Fregatte also von der Konstruktion her zwei durchlaufende Decks hatte, besaß sie nur ein bewaffnetes und gilt somit als „Eindecker“.
Die Bewaffnung wurde bei der „klassischen“ Fregatte nur auf dem Oberdeck und auf den Aufbauten (also Achterdeck und Back – diese wurden übrigens nicht als Decks mitgezählt) geführt. Aufgrund dieser Konstruktion hatten die Fregatten ein höheres Freibord als viele Zweidecker, so dass sie trotz geringerer Kanonenzahl bei schwerer See einen Vorteil gegenüber kleineren Zweideckern besaßen, wenn diese ihre dicht über dem Wasser liegenden schweren Geschütze nicht gebrauchen konnten und die unteren Stückpforten geschlossen halten mussten, um nicht vollzulaufen. Die ersten Fregatten dieser Bauart waren mit 24 oder 26 Neunpfünder-Kanonen bewaffnet. Später gab es Hauptbewaffnungen von 12-, 18- und 24-pfündigen Kanonen, mit zusätzlichen leichteren Kanonen (6- oder 9-Pfünder) oder Karronaden (z. B. 18- oder 24-Pfünder) auf den Aufbauten. Die ersten mit 24-Pfündern bewaffneten Fregatten wurden von Fredrik Henrik af Chapman (1721–1806) entworfen und in Schweden gebaut (Bellona-Klasse von 1782). Nach der Zahl der Kanonen wurden Fregatten als 28er, 32er, 36er, 38er oder 40er bezeichnet, wobei zusätzlich aufgestellte Kanonen oder Karronaden auf den Aufbauten erst nach den napoleonischen Kriegen vollständig mitgezählt wurden (Eine 38-Kanonen-Fregatte der britischen Leda-Klasse wurde z. B. während des Krieges noch als „38er“ kategorisiert, nach dem Krieg als „46er“).

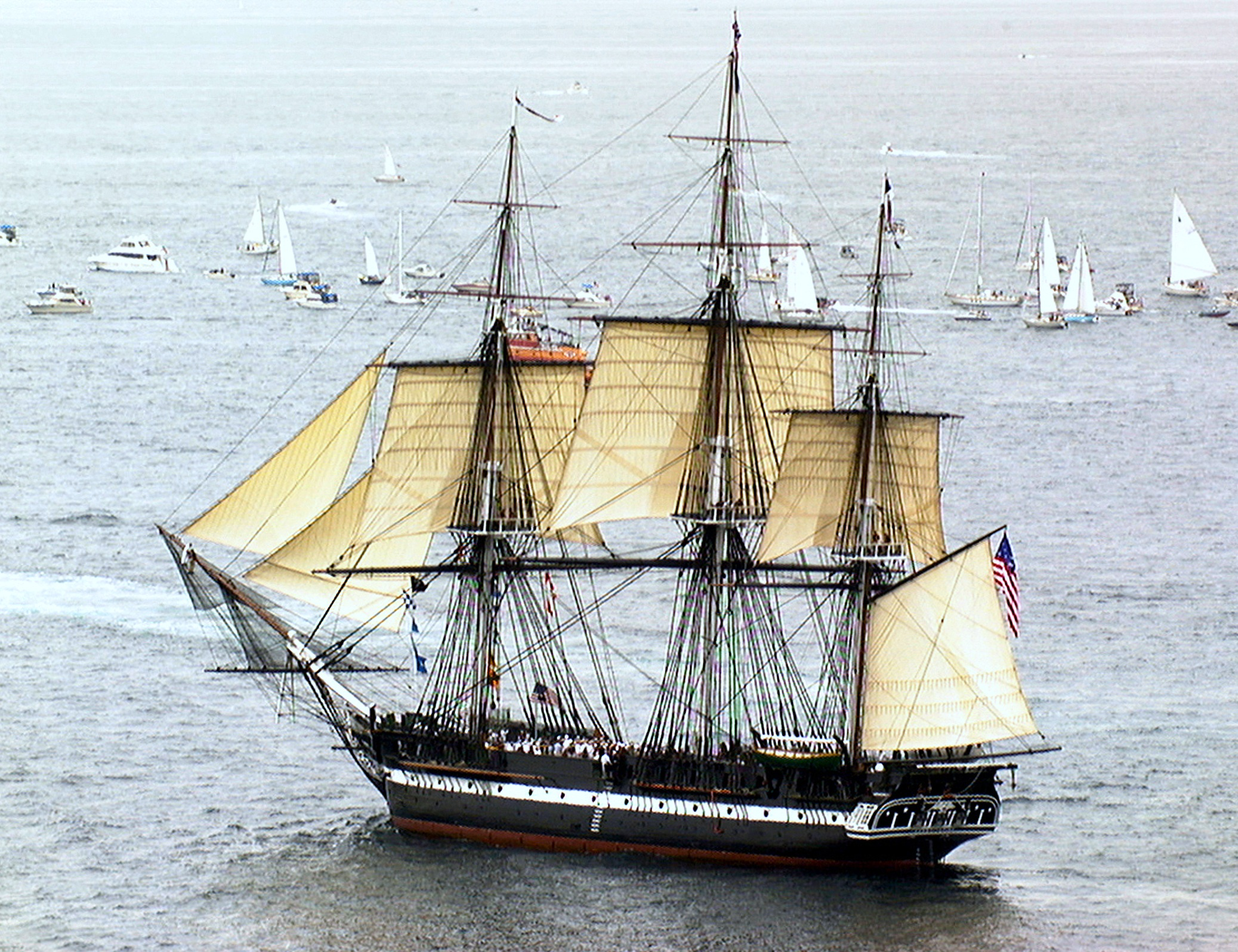
Fregatte Constitution

Bereits Ende des 18. Jahrhunderts wurden in den USA besonders schwere Fregatten wie die Constellation oder die Constitution gebaut, die ein sogenanntes „Spardeck“ besaßen, d. h. die Kuhl, der Raum zwischen Back und Achterdeck, war bei diesen Schiffen weitgehend geschlossen, so dass ein durchgehendes Deck entstand. Praktisch waren diese Fregatten dann Zweidecker. Zeitweilig waren einige der amerikanischen Fregatten auch auf dem Spardeck mit einer Geschützbatterie ausgestattet. Die Verbindung von schwerer Bewaffnung und hervorragenden Segeleigenschaften verlieh diesen Schiffen eine Überlegenheit, die im Krieg von 1812 zu aufsehenerregenden amerikanischen Erfolgen gegen britische Fregatten führte.
Die 1834 vom Stapel gelaufene französische Fregatte Belle Poule war ein Zweidecker ähnlicher Art und mit insgesamt 60 großkalibrigen Geschützen auf zwei vollständigen Batteriedecks bewaffnet.
Noch erhaltene hölzerne Segelfregatten sind die Unicorn und die Trincomalee in Großbritannien sowie die Constitution in Boston in den USA. Eine Replik der Surprise befindet sich im Maritime Museum of San Diego in den Vereinigten Staaten. In Frankreich wurde 2014 die Replik der Hermione zu Wasser gelassen.

#### Aufgaben der Segelfregatten
Von ihrer Funktion her können die Segelfregatten als Kreuzer bezeichnet werden. Während es die Hauptaufgabe der größeren Kriegsschiffe war, als Schlachtschiffe in der Linie zu kämpfen (daher der Begriff Linienschiff), dienten die Fregatten als Aufklärer für Linienschiffsgeschwader, als Begleitschiffe für Konvois und zur Störung des feindlichen Handels.
Nach 1850 zeichneten sich neue Rollen für die Fregatten ab, bei denen der Kampfwert von sekundärer Bedeutung war. So dienten sie als Schulschiffe oder als Mittel, um in entfernten Weltgegenden „Flagge zu zeigen“ und koloniale Interessen durchzusetzen. Oft wurden Fregatten aber auch mit einem Forschungsauftrag auf Weltreise geschickt, z. B. die österreichische Novara von 1857 bis 1859.
Mit der Entstehung der modernen Kreuzer wurde der Typ der Fregatte obsolet.

#### Takelung und Segeleigenschaften
Getakelt waren die Fregatten ähnlich den ab der zweiten Hälfte des 19. Jahrhunderts so genannten Vollschiffen. Im Vergleich zu den ausgewogensten zeitgenössischen Linienschifftypen, z. B. dem 74-Kanonen-Schiff, erreichten Fregatten zwar keine nennenswerten höheren Geschwindigkeiten, jedoch segelten sie besser (außer bei schwerem Wetter) und konnten insbesondere bei leichteren Winden dem schwereren Linienschiff davonsegeln. Erreichbar waren für die meisten Fregatten 12 Knoten, besonders gelungene Entwürfe brachten es auf bis zu 14 Knoten.

#### Dampffregatten

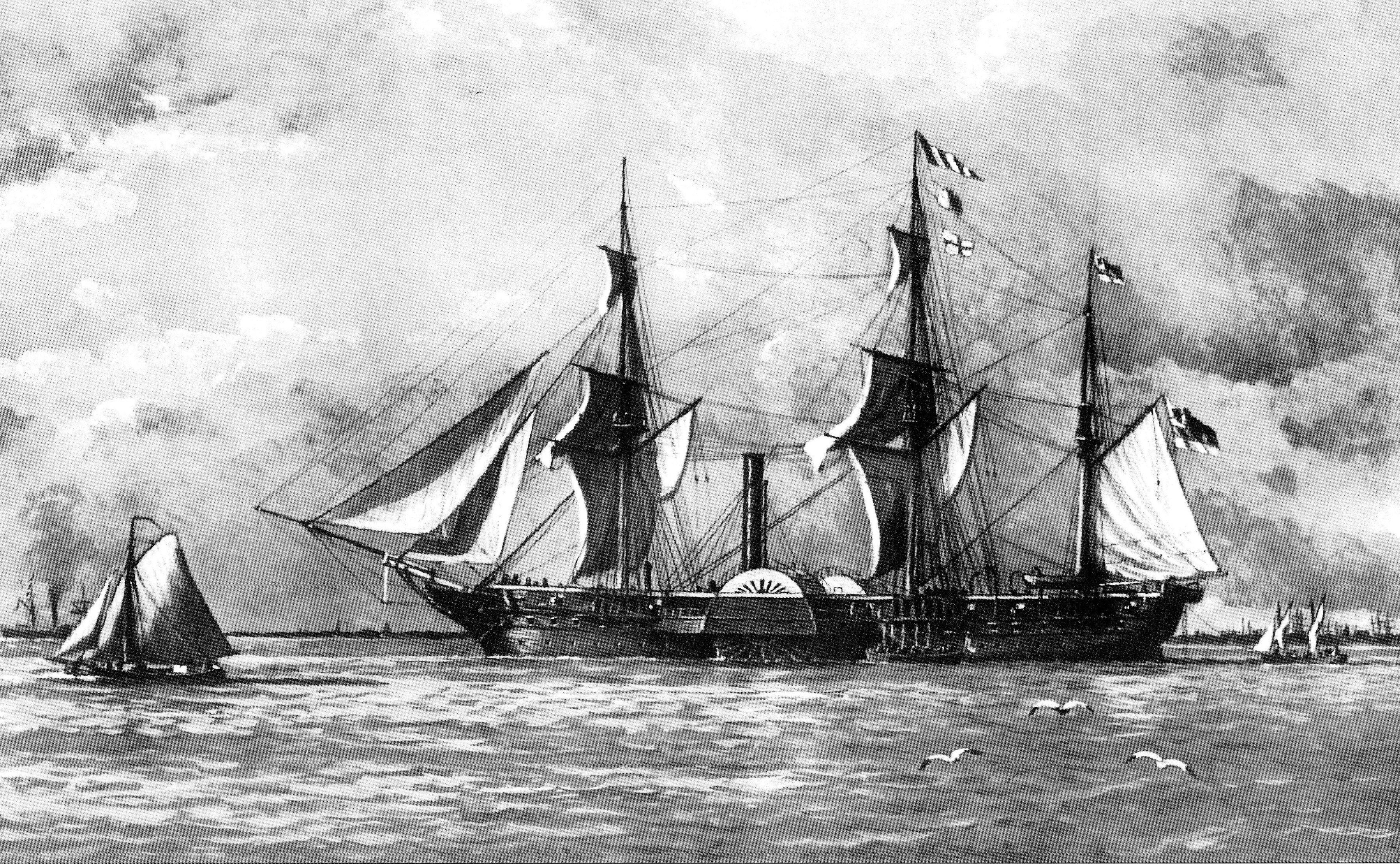
Radfregatte Hansa der Reichsflotte um 1850

Mitte des 19. Jahrhunderts begann man, Fregatten mit Dampfantrieb zusätzlich zur Besegelung auszustatten. Ab 1830 wurden sogenannte Radfregatten mit Schaufelradantrieb gebaut. Bei diesen Schiffen wurde oft die Takelage reduziert, indem sie z. B. statt der üblichen Rah- eine Gaffeltakelung erhielten. Der Platzbedarf der Schaufelräder verringerte die Bewaffnung auf dem Batteriedeck auf ca. 14 bis 20 Geschütze, meist ergänzt durch einige schwere Bombenkanonen auf dem Oberdeck vorn und achtern (hinten). Ein typisches Beispiel dafür ist die nebenstehend abgebildete Hansa, ab März 1850 Flaggschiff der Reichsflotte. Ab ca. 1850 begann man, Kriegsschiffe mit dem effektiveren Schraubenantrieb auszurüsten. Diese sogenannten Schraubenfregatten konnten wieder mit einem durchgehenden Batteriedeck ausgerüstet werden und glichen bis auf den Dampfantrieb fast vollständig den Segelfregatten.
Die Besegelung wurde bei den Dampffregatten beibehalten, da die damaligen Dampfmaschinen noch recht unzuverlässig und zudem sehr unwirtschaftlich waren, so dass sie sich nicht als Antriebsmittel für weite Reisen eigneten. Insofern waren die Dampffregatten Segelschiffe mit Hilfsantrieb, der bei Windstille, beim Manövrieren in engen Gewässern und im Gefecht eingesetzt wurde.

### Moderne Fregatten

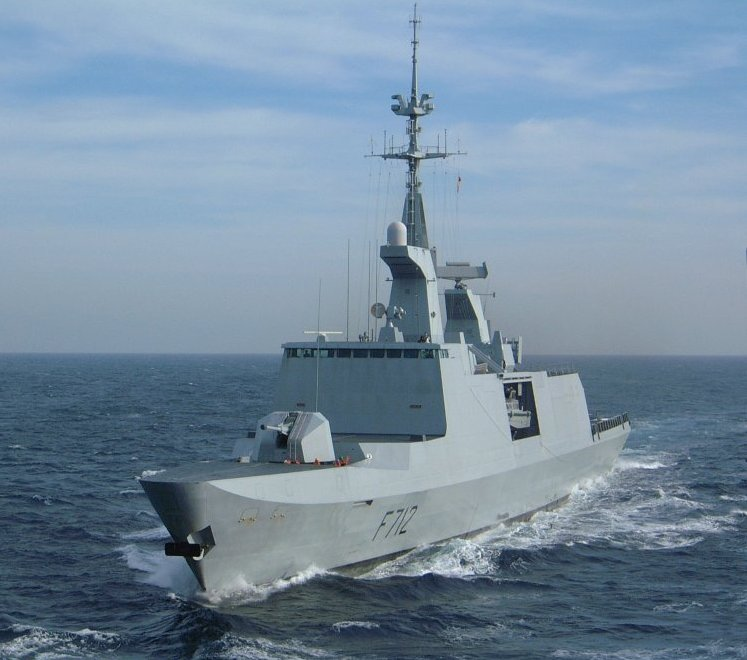
Französische Fregatte Courbet

Gegen Ende des 19. Jahrhunderts übernahmen die Kreuzer die Aufgaben der Fregatten.
Für die Sicherung der Geleitzüge des Zweiten Weltkriegs stieg der Bedarf der Royal Navy an Sicherungsfahrzeugen stark an. Auf britischen Wunsch wurde in den USA der Typ des Geleitzerstörers (destroyer escort) entwickelt. Gleichzeitig baute die Royal Navy selbst als verbesserte Version der Korvette ein billiges Hochsee-U-Jagd-Fahrzeug, das aus naheliegenden Gründen „Fregatte“ genannt wurde. Sowohl der hochwertige, nach Kriegsschiffstandards mit Turbinen- oder Dieselantrieb hergestellte amerikanische Geleitzerstörer als auch die britische, nach Handelsschiffstandards mit Kolbendampfmaschine hergestellte Fregatte wurden in der Royal Navy als „Fregatte“ bezeichnet, was zu einiger Verwirrung führte. In die US Navy übernommene britische Schiffe wurden dagegen „Patrol Frigate“ genannt. Nach dem Krieg setzte sich jedoch die britische Bezeichnung weltweit durch.
Seit dem Zweiten Weltkrieg hat die spezialisierte Fregatte in den meisten Marinen den Zerstörer als Allzweckeinheit abgelöst. Fregatten verdrängen heute zwischen 2.000 und 7.500 t. Man unterscheidet U-Jagd- und Mehrzweckfregatten. Erstere sind für Geleitaufgaben ausgelegt, mit starker U-Jagd-Komponente sowie Rohr- und Lenkwaffen für die Nahverteidigung. Letztere verfügen über weitreichende Flugkörper für Flugabwehr und Schiffsbekämpfung.
Die modernste Entwicklung im Bereich der Überwasser-Kriegsschifffahrt stellen die Tarnkappen-Fregatten dar. Aufgrund der Bauform, die durch die Oberflächenverhältnisse vorgegeben ist, scheinen Größe und Bewaffnung in der Kapazität einer Fregatte am günstigsten ausgewogen zu sein. Größenmäßig liegen die Fregatten zwischen den größeren Zerstörern und den neuen, kleinen Korvetten.

## Fregatten der deutschen Marine

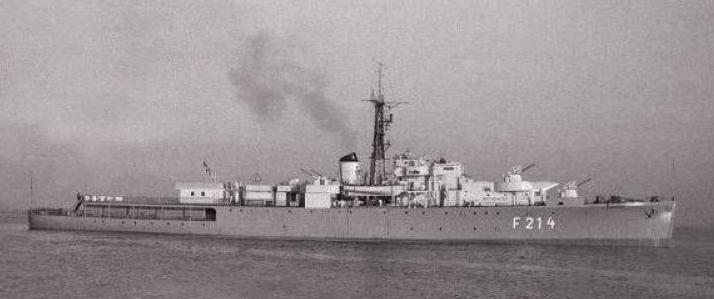
F 214 Hipper

Die Bezeichnung „Fregatte“ gab es in der deutschen Marine von 1893 bis 1965 nicht. Die ersten nach dem Krieg gebauten Fregatten der Bundesmarine wurden in Entwürfen noch als Geleitboote – einem Typ der Kriegsmarine – bezeichnet. In Anpassung an NATO-Standards übernahm die Bundesmarine die Bezeichnung „Fregatte“. In der Aufbauphase der Bundesmarine wurden einige frühere britische Sloops als Schulfregatten verwendet, so die Hipper.

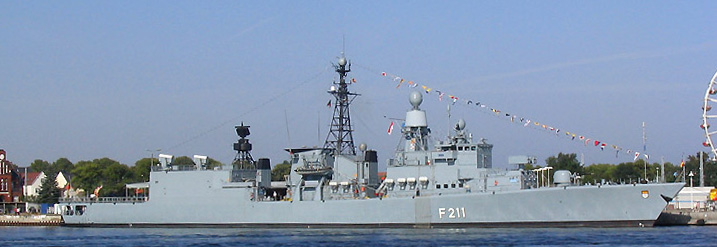
Fregatte Köln der Deutschen Marine

Die ersten deutschen Fregatten nach dem Krieg waren die sechs Geleitboote der Köln-Klasse (F120) von 1965. Es handelte sich um U-Boot-Jäger mit Artilleriebewaffnung ohne Lenkwaffen. Diese Schiffe wurden ab 1982 durch die Bremen-Klasse (F122) ersetzt, von der zuerst sechs, später zwei weitere Schiffe in Dienst gestellt wurden. Die bekannteste Fregatte dieses Typs ist die Fregatte Rheinland-Pfalz aufgrund ihrer Erfolge im Anti-Piraterie-Einsatz „Operation Atalanta“ am Horn von Afrika. In den 1990er Jahren ersetzte die Brandenburg-Klasse die Zerstörer der Hamburg-Klasse, gefolgt 2004 bis 2006 von den drei Schiffen der Sachsen-Klasse oder F124. Diese ersetzten 1:1 die Zerstörer der Lütjens-Klasse.
Die momentan modernste Klasse ist die F125 mit dem Typschiff Baden-Württemberg, die als Ersatz für die Fregatten der Bremen-Klasse von 2019 bis 2022 in Dienst gestellt wurde. Diese Schiffe sind deutlich größer und mit einem leistungsstärkeren Geschütz ausgestattet als ihre Vorgänger, zudem wurden die Seeverweildauer erhöht und der Personalbedarf reduziert. Ihre Hauptaufgabe liegt in der Seeraumüberwachung in Stabilisierungsoperationen sowie der Unterstützung des Einsatzes von Spezialkräften, für die zusätzliche Unterkünfte vorhanden sind.
Für das Jahr 2028 ist die Übergabe des ersten von zunächst vier Schiffen der Niedersachsen-Klasse mit einem ähnlichen Aufgabengebiet wie die Baden-Württemberg-Klasse geplant. Allerdings können diese mit Missionsmodulen für weitere Einsatzzwecke angepasst werden. Und ab 2032 sollen sechs Schiffe der auf die Luftverteidigung spezialisierten Klasse F127 folgen.

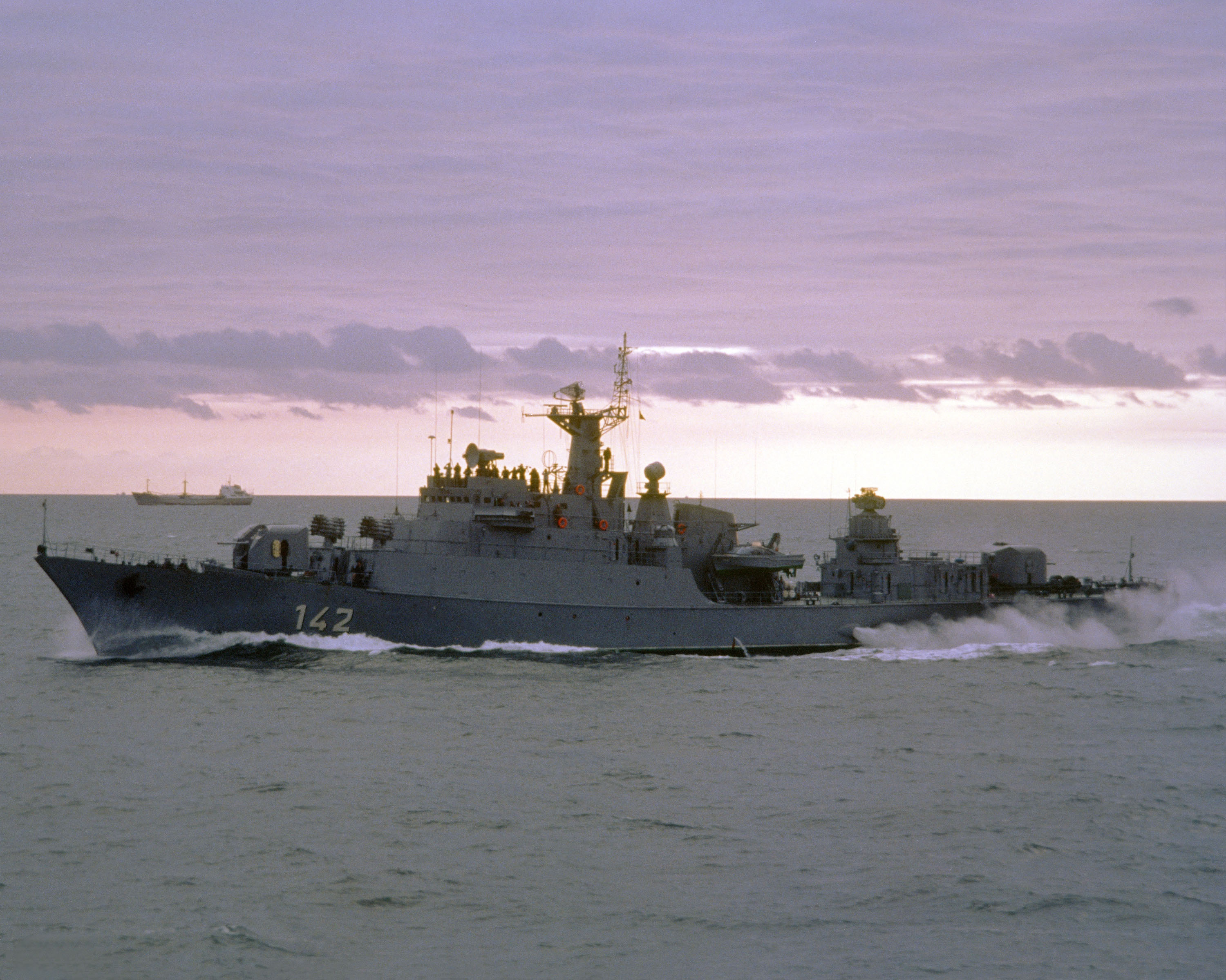
Fregatte Berlin der Volksmarine

Die Volksmarine der DDR verfügte ebenfalls über einige Schiffe, die bei der NATO als Fregatte bezeichnet wurden. Die drei Schiffe des Projekts 1159 waren die größten Schiffe der Volksmarine. Dieser Typ war von der Sowjetunion als Exportmodell entwickelt worden und wurde auch von Bulgarien, Kuba, Algerien und Jugoslawien, nicht aber von der Sowjetischen Marine eingesetzt. In der Volksmarine wurden diese Schiffe als Küstenschutzschiffe bezeichnet. Sie wurden nach der Wiedervereinigung nur kurz übernommen und dann verschrottet.
Die kleineren Schiffe des Projekts 133.1 galten in der NATO ebenfalls als kleine Fregatten, wurden aber in der Volksmarine als Küstenschutzschiff bezeichnet. Alle 16 Einheiten der Klasse wurden 1991 an die indonesische Marine verkauft.

## Liste von Fregatten

### Segelfregatten
- Theresia (1768)
- Hermione (1779)
- Surprise (1794)
- Constellation (1797)
- Constitution (1797)
- Trincomalee (1817)
- Unicorn (1824)
- Belle Poule (1834)
- Deutschland (1848)
- Novara (1850)

### Moderne Fregattenklassen
- Absalon-Klasse (Dänemark)
- Projekt 22350 (Russland)
- Álvaro-de-Bazán-Klasse (Spanien)
- Amazon-Klasse (Großbritannien)
- ANZAC-Klasse (Australien)
- Broadsword-Klasse (Großbritannien)
- Bronstein-Klasse (USA)
- De-Zeven-Provinciën-Klasse (Niederlande)
- Duke-Klasse (Großbritannien)
- FREMM-Fregatten (Frankreich-Italien)
- F120-Köln-Klasse (Deutschland)
- F122-Bremen-Klasse (Deutschland)
- F123-Brandenburg-Klasse (Deutschland)
- F124-Sachsen-Klasse (Deutschland)
- F125-Baden-Württemberg-Klasse (Deutschland)
- Floréal-Klasse (Frankreich)
- Fridtjof-Nansen-Klasse (Norwegen)
- Georges-Leygues-Klasse (Frankreich)
- Godavarti-Klasse (Indien)
- Halifax-Klasse (Kanada)
- Iver-Huitfeldt-Klasse (Dänemark)
- Jamaran-Klasse (Iran)
- Jianghu-Klasse (VR China)
- Jiangwei-Klasse (VR China)
- Knox-Klasse (USA)
- Kortenaer-Klasse (Niederlande)
- Krivak-I/II/III/IV-Klasse (Russland, Indien)
- La-Fayette-Klasse (Frankreich)
- Lupo-Klasse (Italien)
- Maestrale-Klasse (Italien)
- MEKO (Deutschland u. a.)
- Milgem-Klasse (Türkei)
- Najin-Klasse (DVR Nordkorea)
- Neustraschimy-Klasse (Russland)
- Niteroi-Klasse (Brasilien)
- Oliver-Hazard-Perry-Klasse (USA)

## Frisur
Um den Sieg der französischen Fregatte Belle Poule 1778 gegen eine englische Fregatte zu würdigen, hatte sich eine Hofdame zu einem der Hoffeste Marie-Antoinettes eine komplette Fregatte mit See auf dem Kopf frisieren lassen. Diese Perücken-Frisur wurde „La Fregatte“ genannt. Diese Frisur wurde als Bild auch zur Kritik an den Extravaganzen des französischen Hofes verwendet. Die Stiftung Stadtmuseum Berlin bewahrt einen Perückenkopf von 1780 auf, der diese Frisur mit aufgesetztem Modell zeigt.